# Zámek v Kostelci nad Orlicí
Evropsky významná lokalita Zámek v Kostelci nad Orlicí se nachází v prostoru zámeckého parku v Kostelci nad Orlicí a tvoří ji sklepní prostory a prostor nad sklepem zámeckého skleníku. Předmětem ochrany je zde kriticky ohrožený netopýr vrápenec malý (Rhinolophus hipposideros). Jeho biotopem je pak starý sklep pod zámeckým skleníkem, který slouží jako zimoviště. Naopak prostor nad sklepem skleníku je biotopem pro letní kolonie. Kromě vrápence malého se v EVL Zámek v Kostelci nad Orlicí vzácně vyskytují i další druhy netopýrů jako netopýr černý (Barbastella barbastellus), netopýr ušatý (Plecotus auritus), netopýr brvitý (Myotis emarginatus), netopýr velký (Myotis myotis), netopýr severní (Eptesicus nilssoni) či netopýr řasnatý (Myotis naterreri). Lokalitu spravuje Krajský úřad Královéhradeckého kraje.